# Bălănești (Moldávia)
Bălănești é uma comuna no distrito de Nisporeni, na Moldávia. É composta por duas aldeias: Bălănești e Găureni. 
O ponto mais alto da Moldávia, o Monte Bălănești, está situado em Bălănești.  Bălănești é a localidade mais alta da Moldávia, com uma altitude de 324m. 